# Valldemossa
Valldemossa és una vila i municipi de la serra de Tramuntana, a l'illa de Mallorca. Està situada uns 17 km al nord-oest de Palma, en una vall muntanyosa a 413 metres sobre el nivell del mar. El terme municipal ocupa uns 42,8 km² i limita amb els municipis d'Esporles i Palma (al sud), Banyalbufar (a l'oest), Deià (al nord) i Bunyola (a l'est).

## Etimologia
Valldemossa (/vaʎdə'mosə/) és un topònim compost híbrid català i aràbic: està format pel mot vall i per l'antropònim àrab Mussa. En el Repartiment apareix com a Hisn Mussa, és a dir, castell d'en Mussa. Destruïda la fortalesa islàmica, el terme hisn o castell fou reemplaçat per vall. La forma Valldemussa és corrent en la documentació fins al segle xv.

## Població
| Entitat de població | Habitants (2024) |
| Valldemossa         | 1.754            |
| Son Ferrandell      | 121              |
| s'Arxiduc           | 70               |
| Son Maixella        | 48               |
| es Nogueral         | 29               |
| Port de Valldemossa | 25               |
| Font: INE           |                  |

A més de la vila de Valldemossa, el municipi presenta altres nuclis de població: el Nogueral, el Port de Valldemossa, Son Ferrandell, Son Gual i Son Maixella. Els llinatges més comuns de Valldemossa són Torres, Calafat, Mas, Morei (Morey), Colom, Ponç (Pons), Ripoll i Estaràs.
La població de dret de Valldemossa ha experimentat una evolució marcada per tres fases principals. Durant el segle xix i principis del xx, la població es va mantenir estable, amb petites variacions entre els 1.461 habitants de 1842 i els 1.817 de 1920, gràcies a una economia basada en l'agricultura i la ramaderia. No obstant això, a partir de 1930, va començar un descens progressiu i es va mantenir al voltant dels 1.150 habitants des de 1960 i 1981. Aquesta tendència es va revertir a partir de la dècada de 1990, coincidint amb el desenvolupament del turisme i l'arribada de nous residents, fet que va impulsar el creixement fins als 1.990 habitants el 2011 i 2.047 el 2021, la xifra més alta registrada. Malgrat aquest augment, la població actual es caracteritza per l'envelliment i la pressió immobiliària derivada del turisme, fet que dificulta l'accés a l'habitatge per a la població local i fa que una part dels residents siguin temporals.

## Geografia

### Relleu
Valldemossa s'ubica en ple cor de la serra de Tramuntana. El municipi comprèn una zona muntanyosa que s’estén des de l'interior de la serra fins al mar. El poble principal es troba en una vall elevada (al voltant de 400-450 metres d'altitud) envoltada per cims i boscos d'alzines i pins. Dins el terme es troben algunes elevacions notables, com el Puig del Teix (1064 m) i altres cims de la serra de Son Moragues i Son Pacs que superen els 700-900 m. La costa de Valldemossa és majoritàriament abrupta, formada per penya-segats que s'alcen sobre la mar. Només hi ha petits entrants o cales, destacant el Port de Valldemossa, antic desembarcador de pescadors i mercaderies accessible per una carretera estreta i pronunciada. Altres indrets costaners del municipi són la punta de s'Estaca (on es troba la finca homònima) i diversos racons com sa Cova i el caló del Cossil, tot ells de difícil accés des de terra.

### Clima
El clima de Valldemossa és mediterrani de muntanya, caracteritzat per estius suaus i secs i hiverns relativament freds i humits. La temperatura mitjana anual se situa prop dels 15,6 °C i la precipitació mitjana anual ronda els 650 mm. A l'hivern no és estrany que hi pugui haver algun dia de neu a les cotes més altes del terme, mentre que a l'estiu les nits són més fresques que a la plana, fet pel qual històricament les classes benestants de Mallorca triaven Valldemossa com a lloc d'estiueig.

### Protecció del medi
En l'àmbit de la protecció del medi, Valldemossa s’integra en l'espai declarat Patrimoni de la Humanitat per la UNESCO (2011) i forma part de la serra de Tramuntana considerat paisatge cultural. Tot el territori municipal gaudeix de figures de protecció ambiental dins la Xarxa Natura 2000 i d'un Pla d'Ordenació de Recursos Naturals. Els paisatges de Valldemossa, amb els seus bancals de pedra en sec, marjades d’oliveres centenàries i miradors naturals sobre la mar, són reconeguts com a emblemàtics de Mallorca.

## Història
L'origen del nucli de Valldemossa es remunta a l'època islàmica de Mallorca. Després de la conquesta de 1229, en el Llibre del Repartiment apareix mencionat com a Hisn Mussa (castell d'en Mussa). Un cop destruïda l'antiga fortalesa islàmica, el terme hisn fou reemplaçat per vall, donant lloc al nom actual Valldemossa.

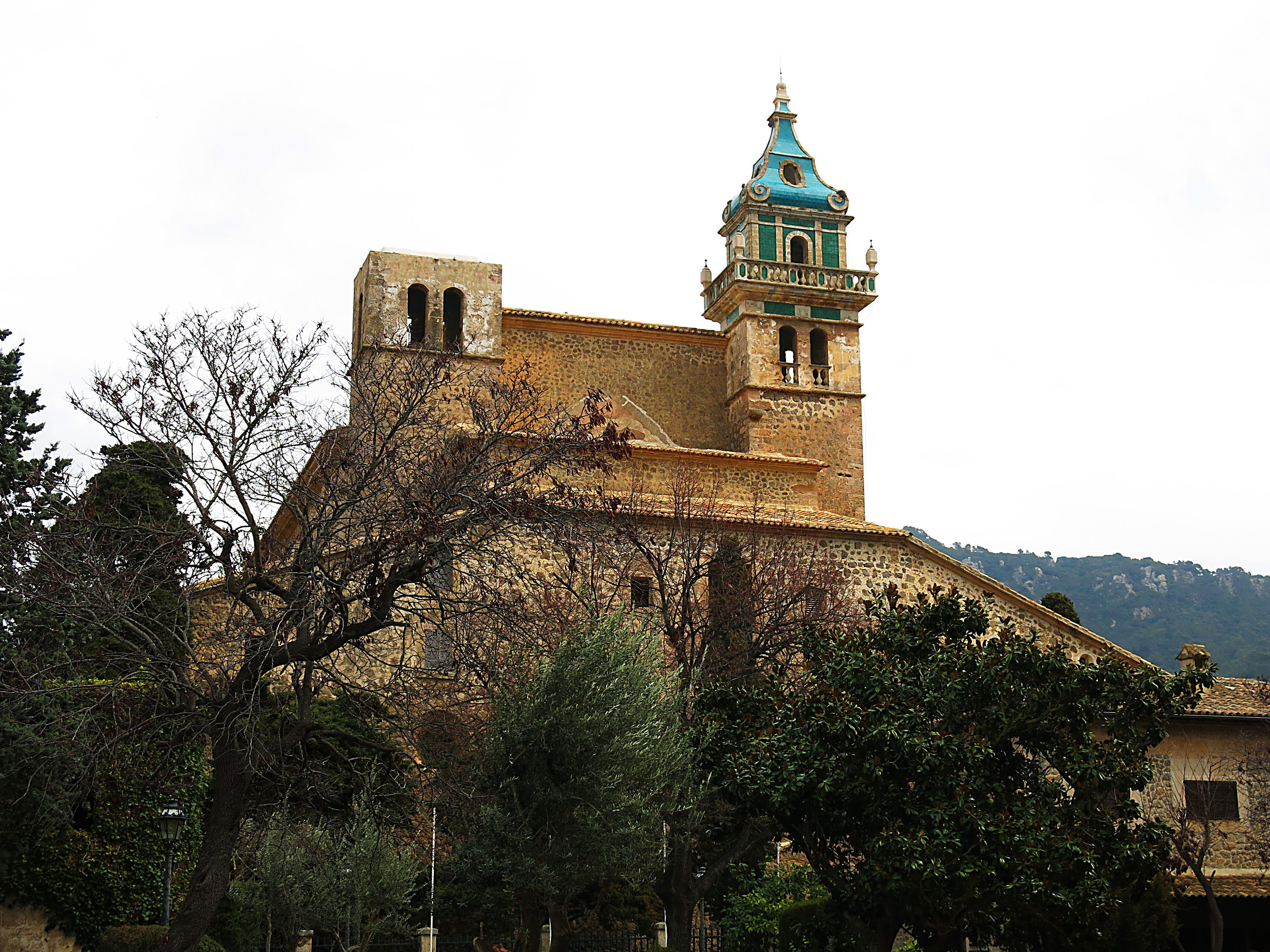
Cartoixa de Valldemossa.

Ja sota domini cristià, els reis de Mallorca van posar atenció en aquesta vall muntanyosa de clima fresc: l'any 1309 el rei Sanç I de Mallorca féu construir-hi un palau com a residència d'estiu i refugi per al seu asil; Sanç patia d'asma i cercava l'aire pur de la serra. Dècades més tard, el 1399 el rei Martí l'Humà cedí el palau i totes les possessions reials de Valldemossa a l'orde dels cartoixans. Aquests monjos cartoixans fundaren la Cartoixa de Valldemossa, que va perviure durant més de quatre segles fins a la Desamortització de Mendizábal, quan el monestir fou secularitzat i els monjos hagueren d'abandonar-lo.
Un personatge històric destacat de Valldemossa és santa Catalina Tomàs (1531-1574), una pagesa que ingressà en religió i va esdevenir famosa pels miracles que se li atribuïren. Coneguda afectuosament com la Beateta, és la patrona del poble.
Valldemossa també va afrontar perills: el 1r d'octubre de 1552 va patir l'atac d'una flota corsària otomana (unes 10 galiotes amb 400 homes) que desembarcaren a la costa amb l'ajut d'un renegat local, Pere el Valencià, amb la intenció de saquejar la vila. La major part dels homes del poble eren fora aquell dia, però el capità Ramon Gual Desmur juntament amb 36 valldemossins s'organitzaren i aconseguiren repel·lir l'assalt, capturant alguns pirates i obligant la resta a reembarcar de retorn. Aquest episodi marcà la història local i és avui commemorat amb una festa anual.

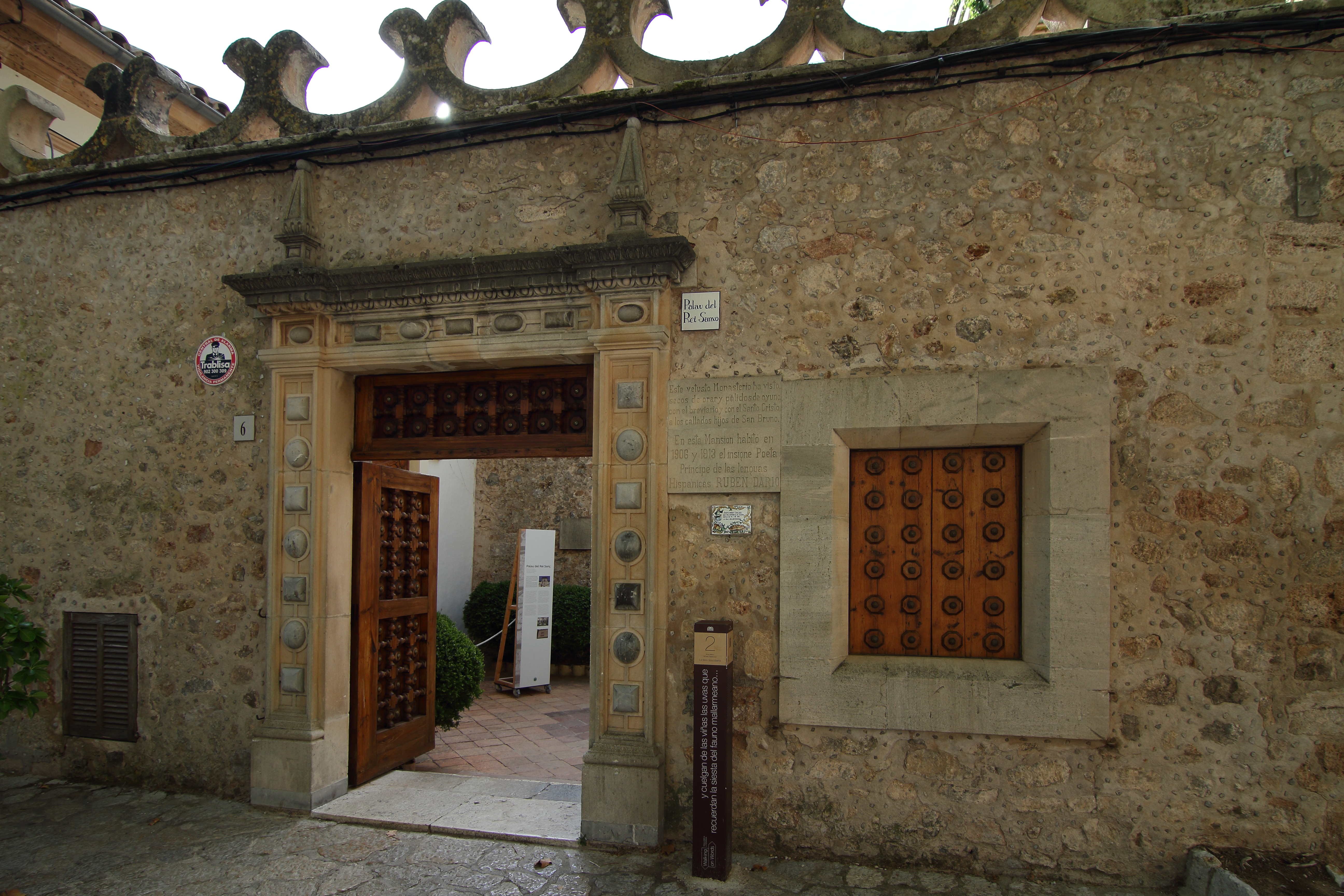
Museu Frédéric Chopin i George Sand.

Al segle xix Valldemossa adquirí renom internacional gràcies a l'estada de Frédéric Chopin i George Sand. Durant l'hivern de 1838-1839, el compositor polonès i l’escriptora francesa llogaren unes antigues cel·les de la Cartoixa per passar-hi una temporada, cercant tranquil·litat i clima benigne per a la salut delicada de Chopin. Aquella estada, tot i les inclemències meteorològiques d'un hivern humit, fou fructífera artísticament: Chopin va compondre a Valldemossa part dels seus Preludis, Op.28, i Sand va escriure el llibre Un hivern a Mallorca, obra que descriu tant les vivències de la parella com la vida mallorquina de l'època.
La segona meitat del segle xix veié també l'arribada de l'arxiduc Lluís Salvador d’Àustria (1847-1915), membre de la família imperial austríaca, qui es va enamorar de la serra de Tramuntana i es va establir llargues temporades a Mallorca. L'Arxiduc adquirí diverses finques a la costa de Valldemossa, com la possessió de Miramar i la finca de s'Estaca, on impulsà projectes de conservació de la natura i estudi del territori. Sota el seu mecenatge, Miramar esdevingué centre cultural: cal destacar que en aquest indret ja hi havia funcionat al segle xiii el col·legi de llengües orientals fundat per Ramon Llull, i posteriorment (al segle xv) s’hi instal·là la primera impremta de Mallorca, on el valldemossí Nicolau Calafat i Bartomeu Caldentei van imprimir La Contemplació de la Passió de Jesucrist, el primer incunable de Mallorca en llengua catalana.
Durant el segle xx el poble es mantingué com un tranquil enclavament de muntanya, fins que el boom turístic de Mallorca va fer de Valldemossa un lloc de visita obligada. El 1930 va tenir lloc la canonització de santa Catalina Tomàs (prèviament beatificada el 1792), fet celebrat pels valldemosins. A partir dels anys 1960, amb la millora de les comunicacions, Valldemossa es convertí en una de les principals atraccions de l'interior mallorquí per als viatgers. Finalment, l'any 2011 la serra de Tramuntana, de la qual Valldemossa forma part, fou declarada Patrimoni de la Humanitat per la UNESCO en la categoria de paisatge cultural.

## Economia

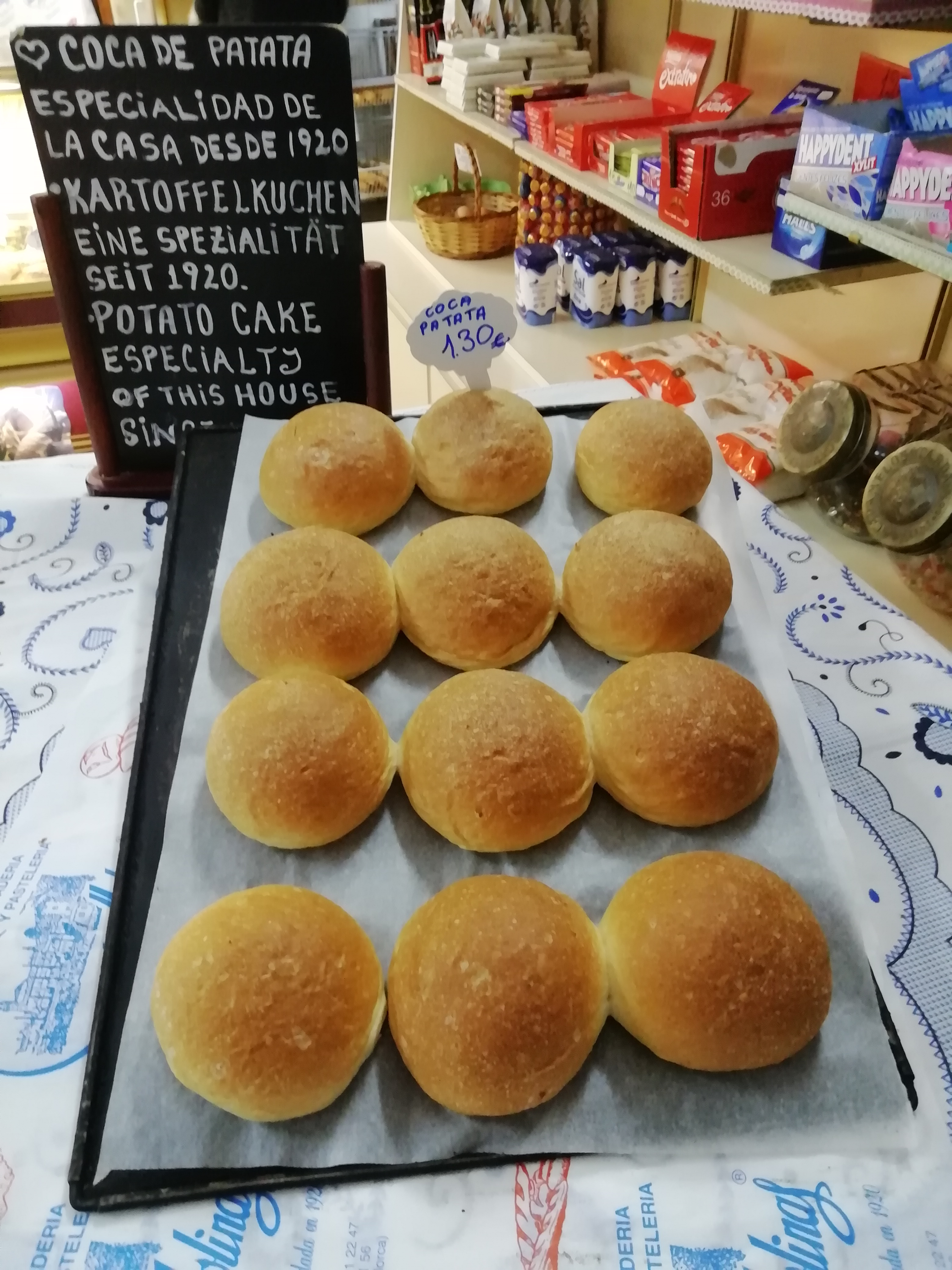
Coques de patata.

L'economia de Valldemossa ha evolucionat des d'un model basat en l’agricultura i la ramaderia cap a un predomini del turisme i el sector serveis, que avui representa la principal font d’ingressos del municipi.
L'agricultura, antigament fonamental, ha anat perdent pes. Els principals cultius eren l'oliverar, els herbacis i els fruiters, però moltes terres de conreu han estat abandonades o convertides en espais forestals. La superfície agrària utilitzada representa només el 24% de la superfície total del municipi, mentre que el 72% està ocupat per masses boscoses. La ramaderia també ha disminuït, amb una clara predominança del boví, seguit d'oví i cabrum, mentre que la pesca, antigament present al Port de Valldemossa, ha desaparegut completament com a activitat econòmica i ara és només recreativa.
L'activitat industrial és molt reduïda, limitada principalment al sector de la construcció. L'única indústria destacable és una pedrera situada a Can Sales, dins de la serra de Tramuntana. Els productes agrícoles locals no es transformen al municipi, sinó que són processats en altres localitats, com ara les taronges, que es converteixen en confitura a Sóller.
El turisme és el motor econòmic de Valldemossa, impulsat pel seu patrimoni històric i cultural. Tot i que l'oferta hotelera és limitada, la vila rep milers de visitants diaris, especialment a l'estiu. La majoria de turistes passen només un dia al poble, fet que afavoreix el comerç a detall, amb botigues de records i productes locals, i la restauració, amb una oferta variada on destaca la tradicional coca de patata.
Els principals atractius inclouen la Cartoixa de Valldemossa, el Palau del Rei Sanç, el Museu Municipal d'Art Contemporani i el Centre Cultural Costa Nord, així com l'empremta deixada per Frédéric Chopin i George Sand, que han convertit Valldemossa en un dels punts turístics més emblemàtics de l'interior de Mallorca. El 2006, l'Oficina Municipal de Turisme va registrar 25.980 visites, amb un pic d'afluència durant els mesos d'estiu.

## Patrimoni

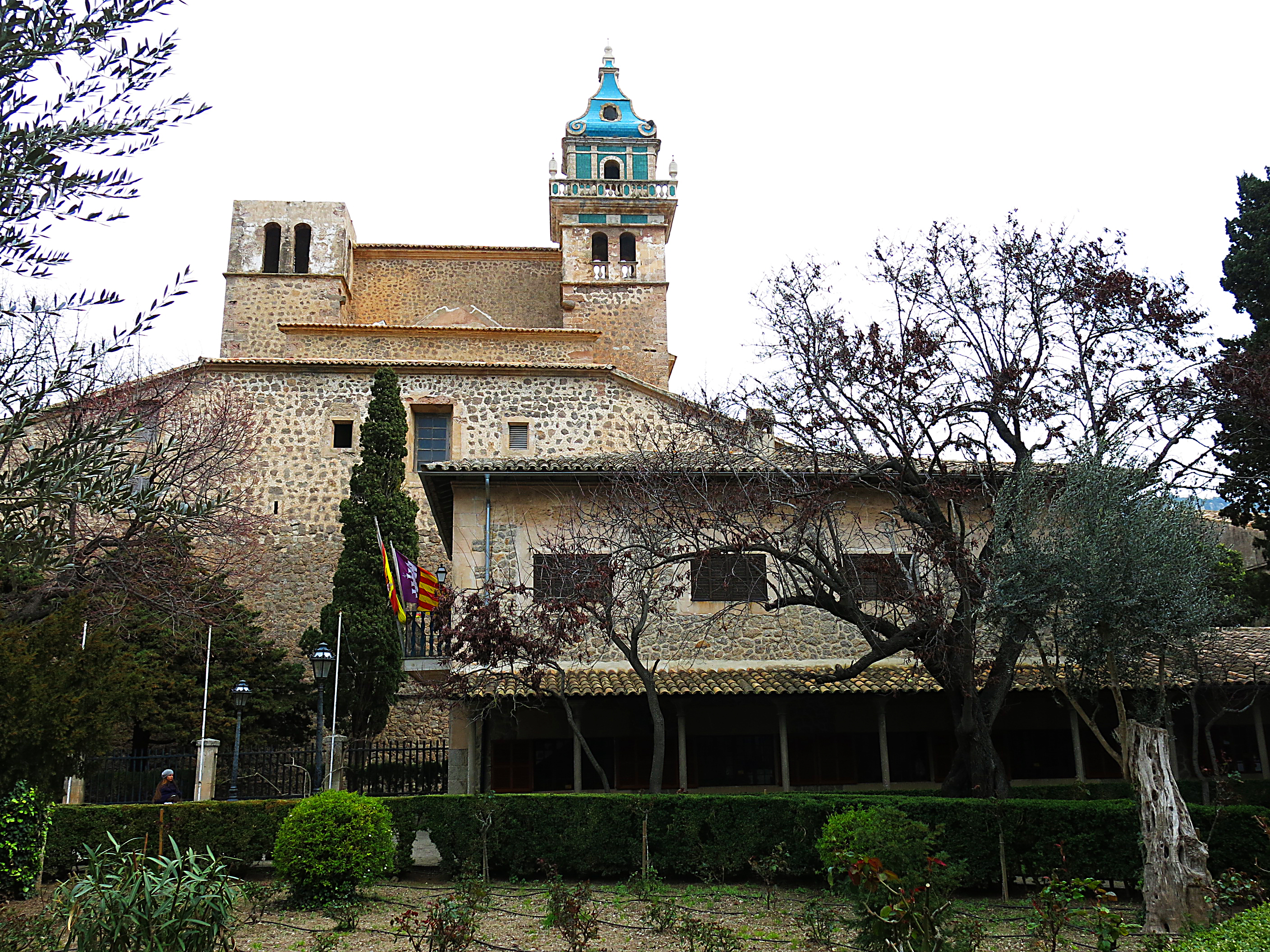
Cartoixa i Ajuntament
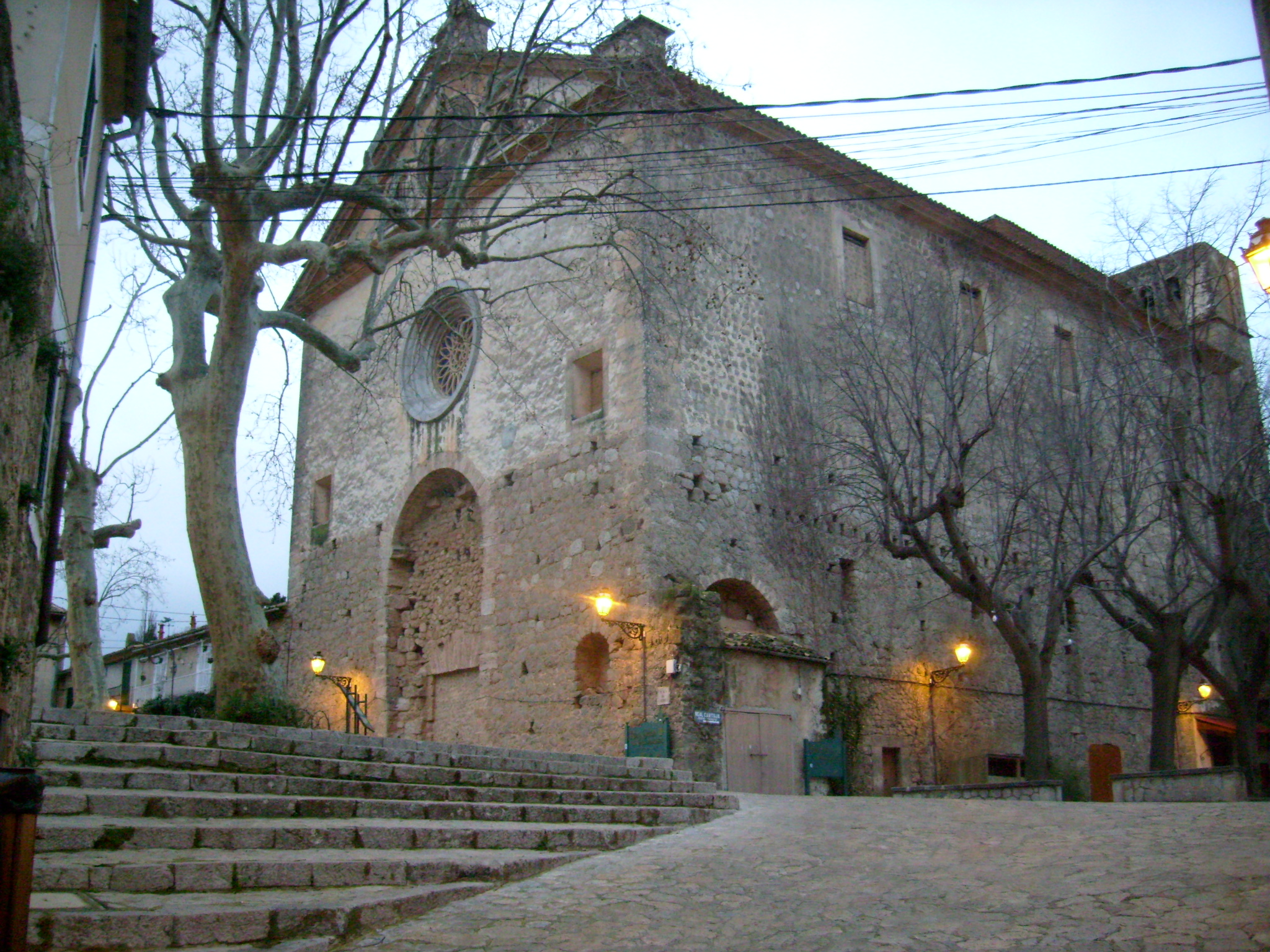
Església de la Cartoixa
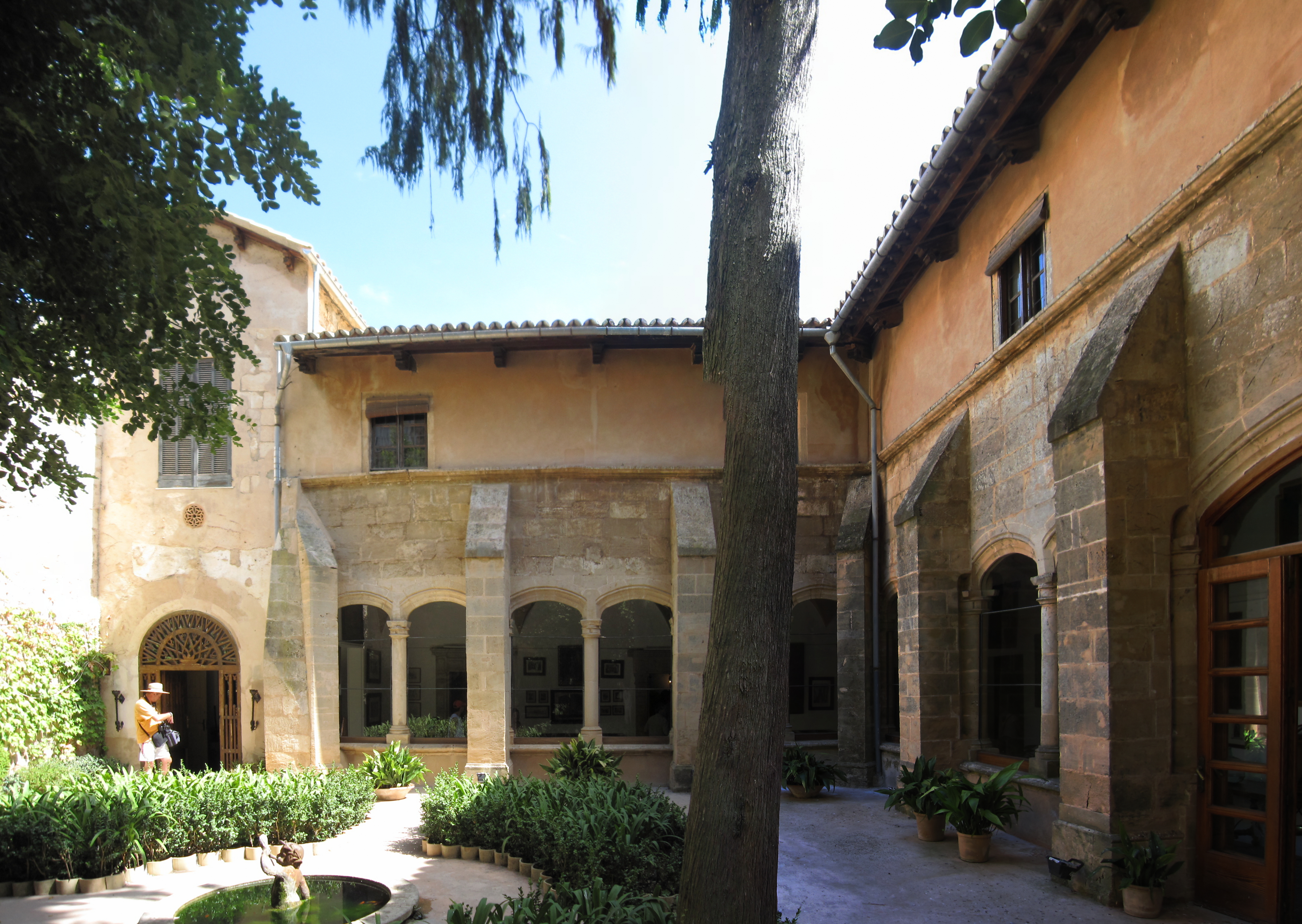
Palau del Rei Sanxo
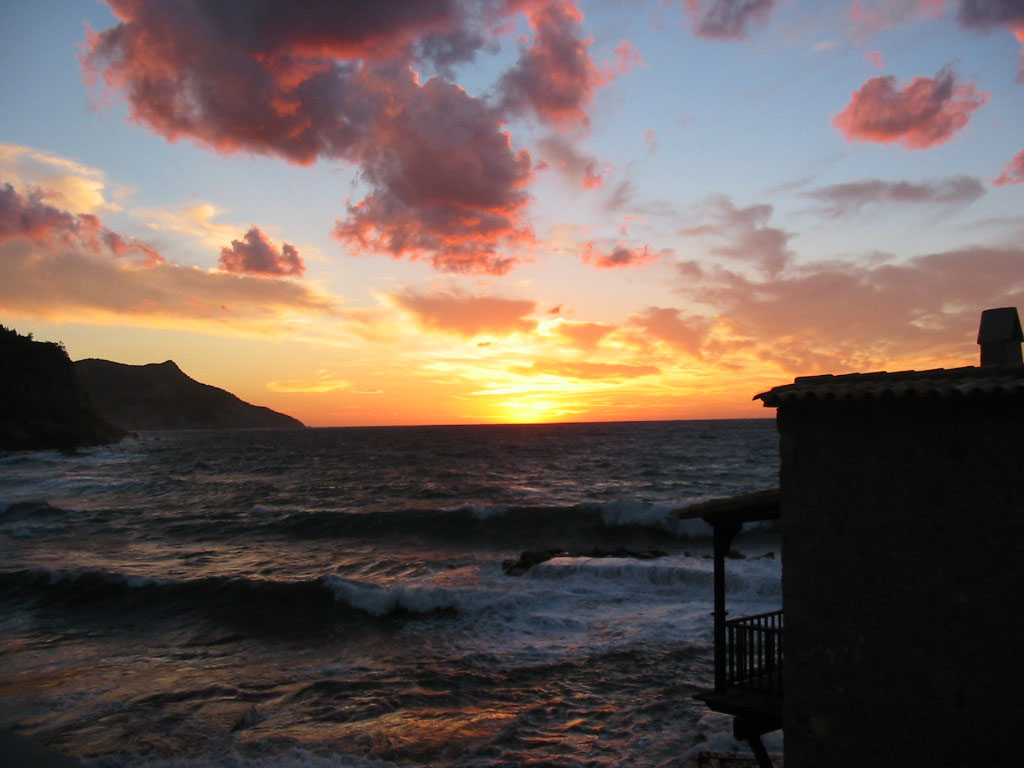
Port de Valldemossa, cap al tard
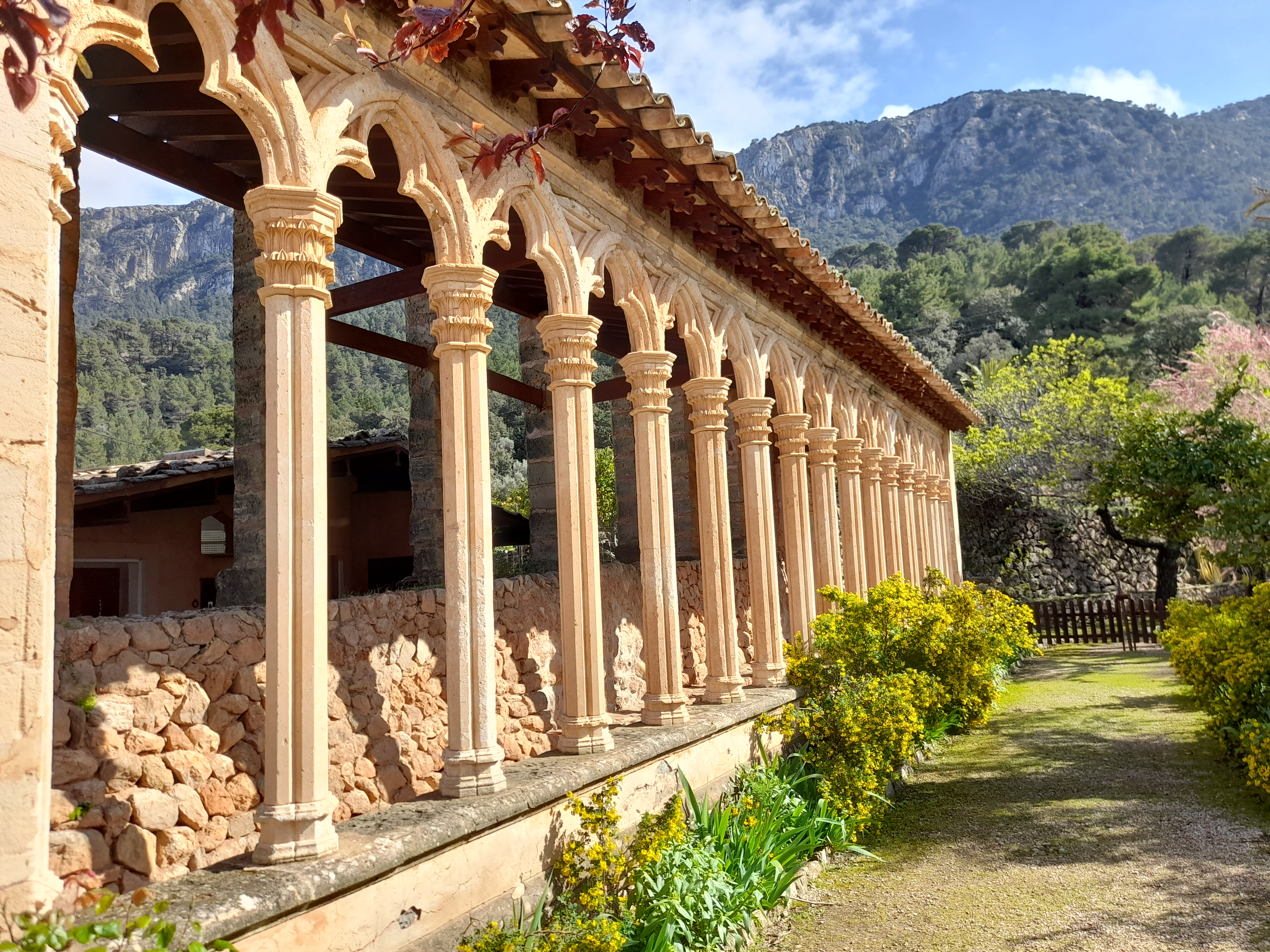
Miramar
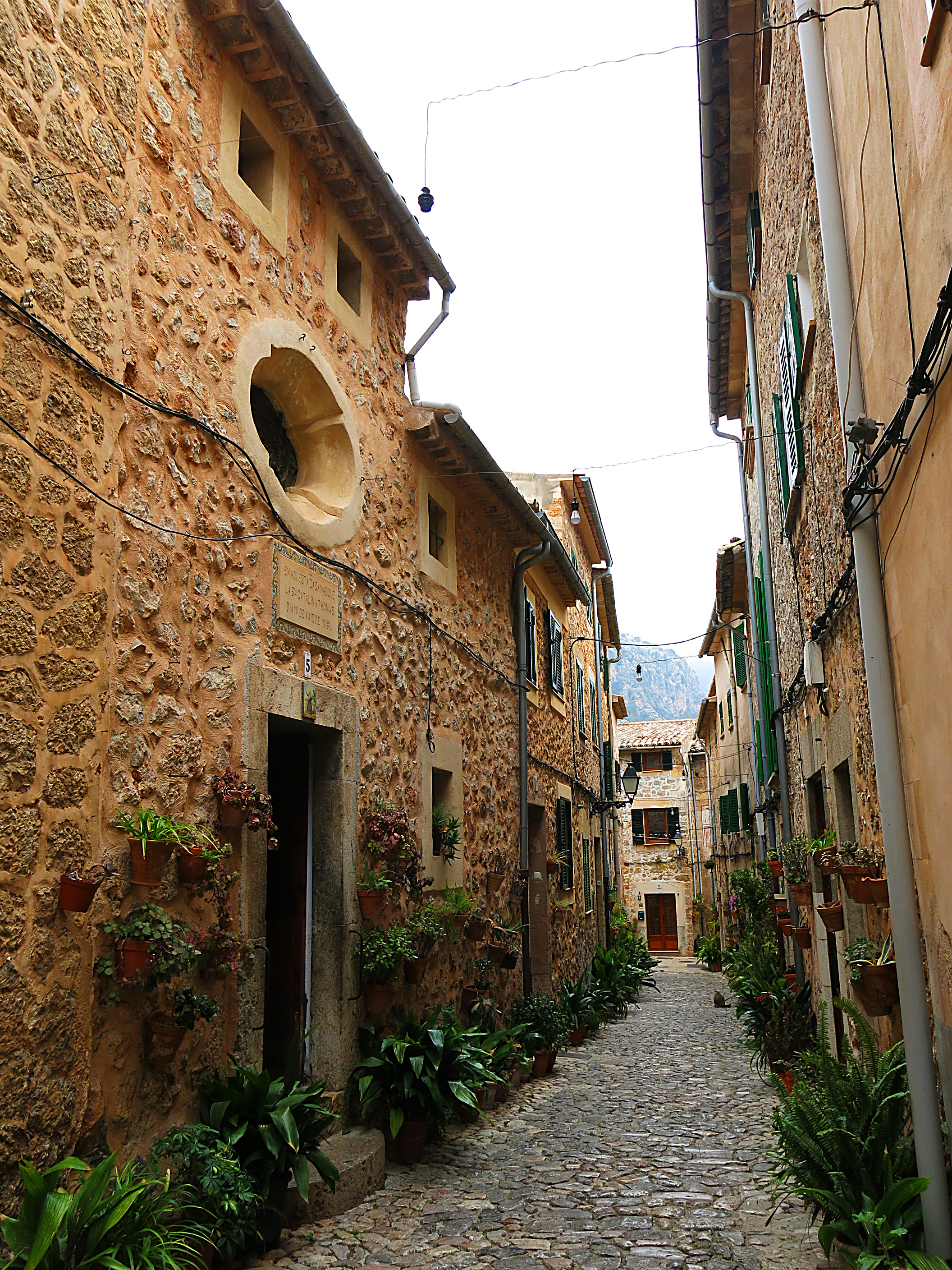
Carrer de la Rectoria i casa natal de santa Catalina Tomàs
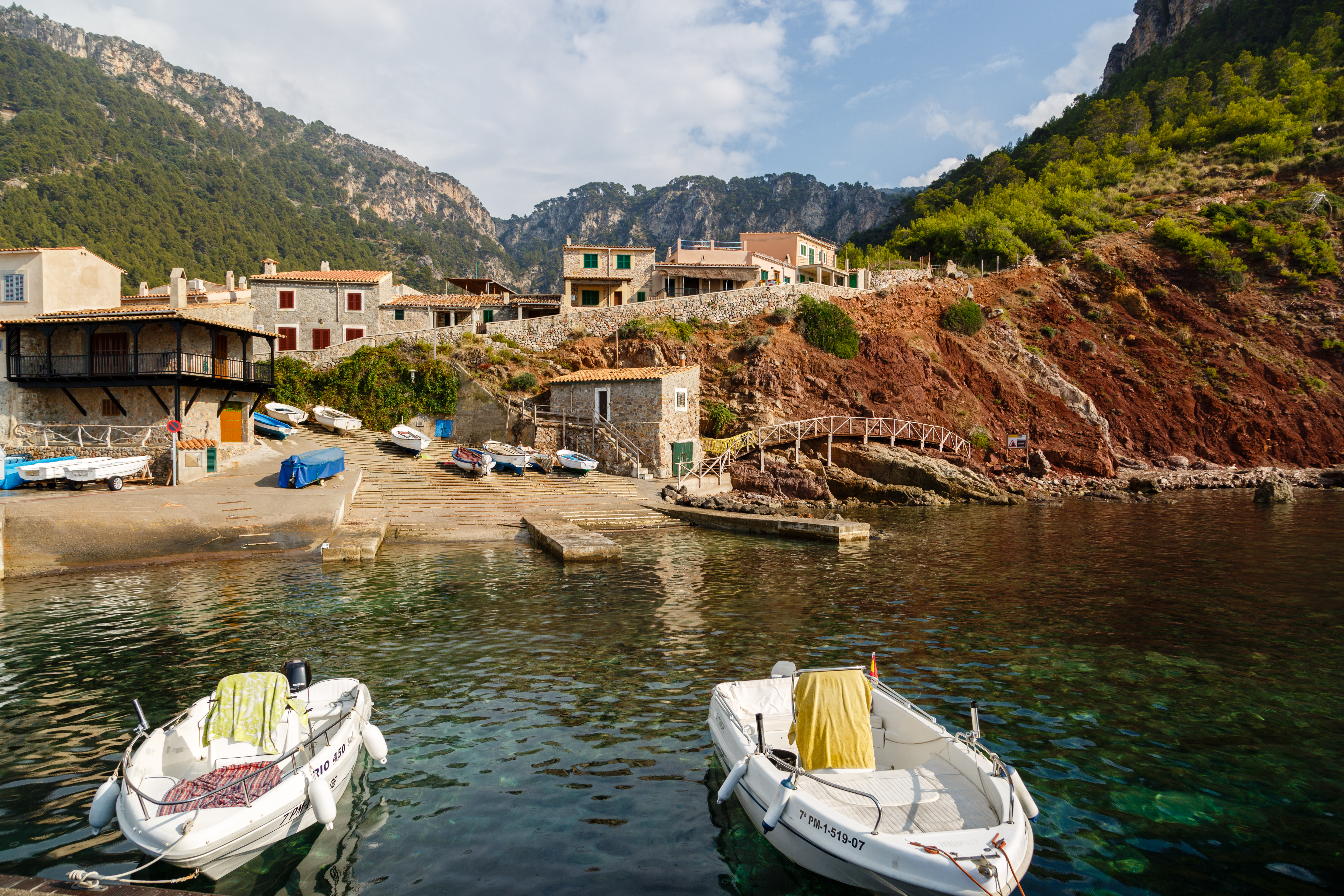
Port de Valldemossa
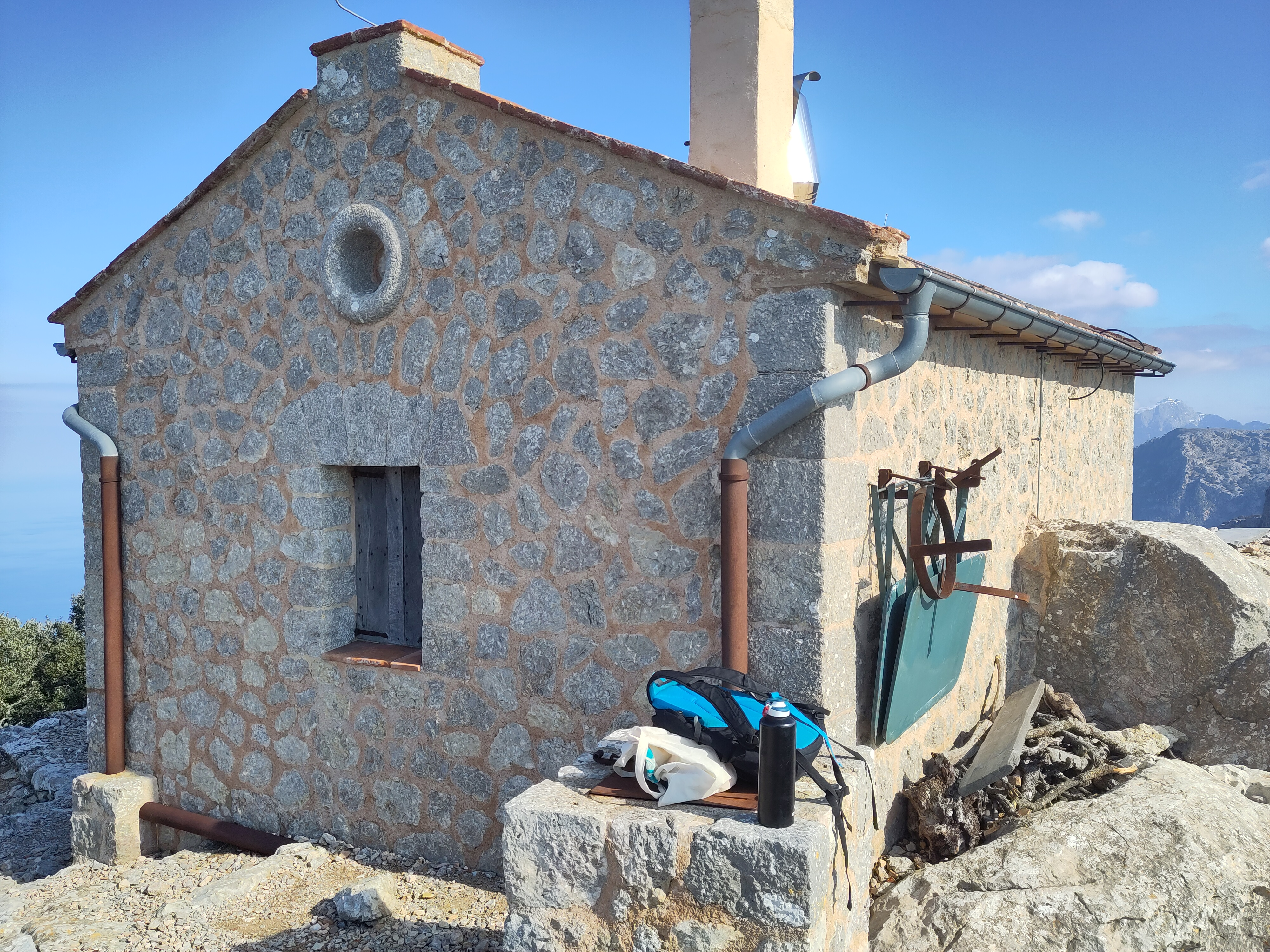
Refugi de l'Arxiduc
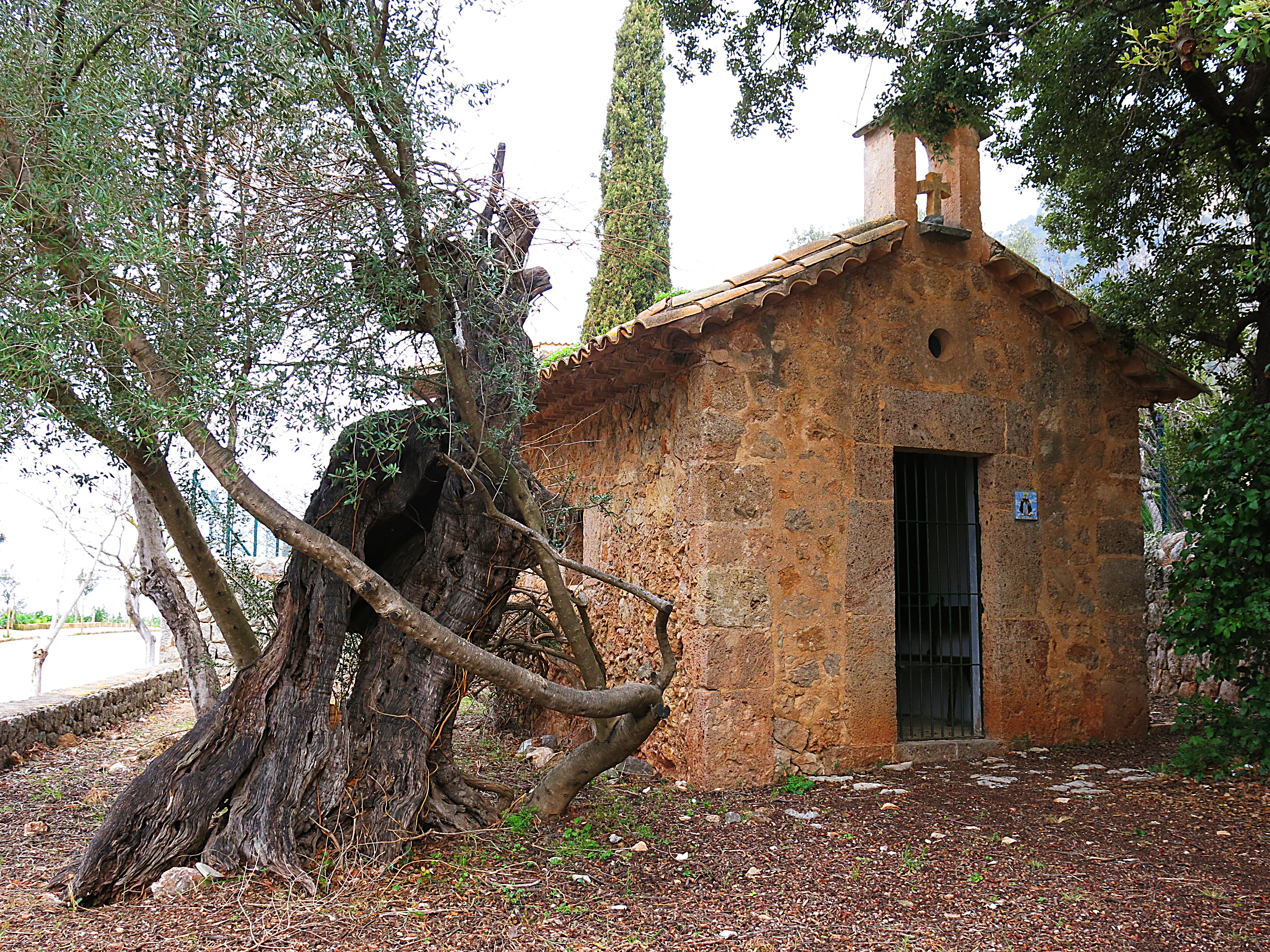
Capella de Sant Vicenç Ferrer
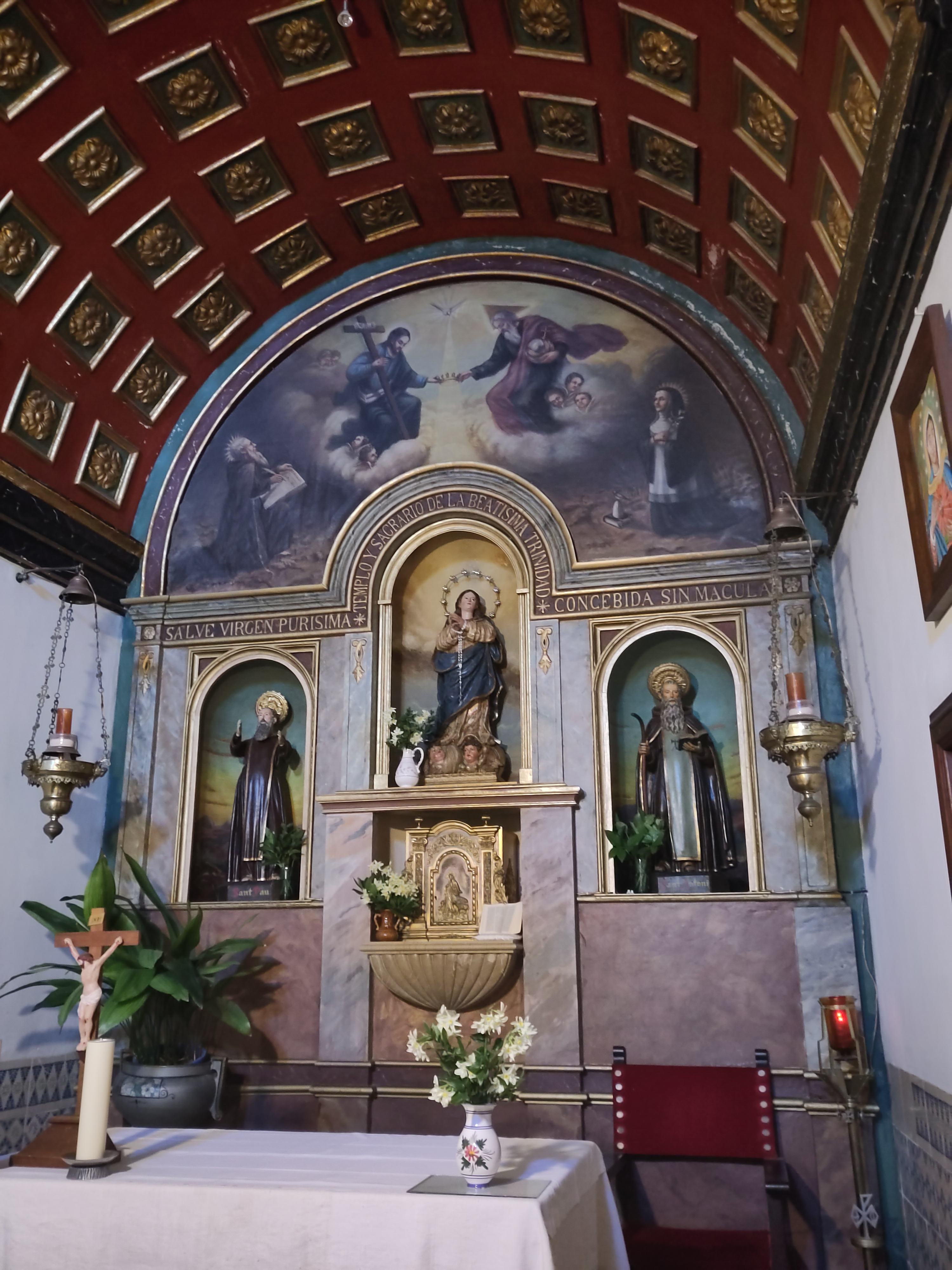
Ermita de la Trinitat
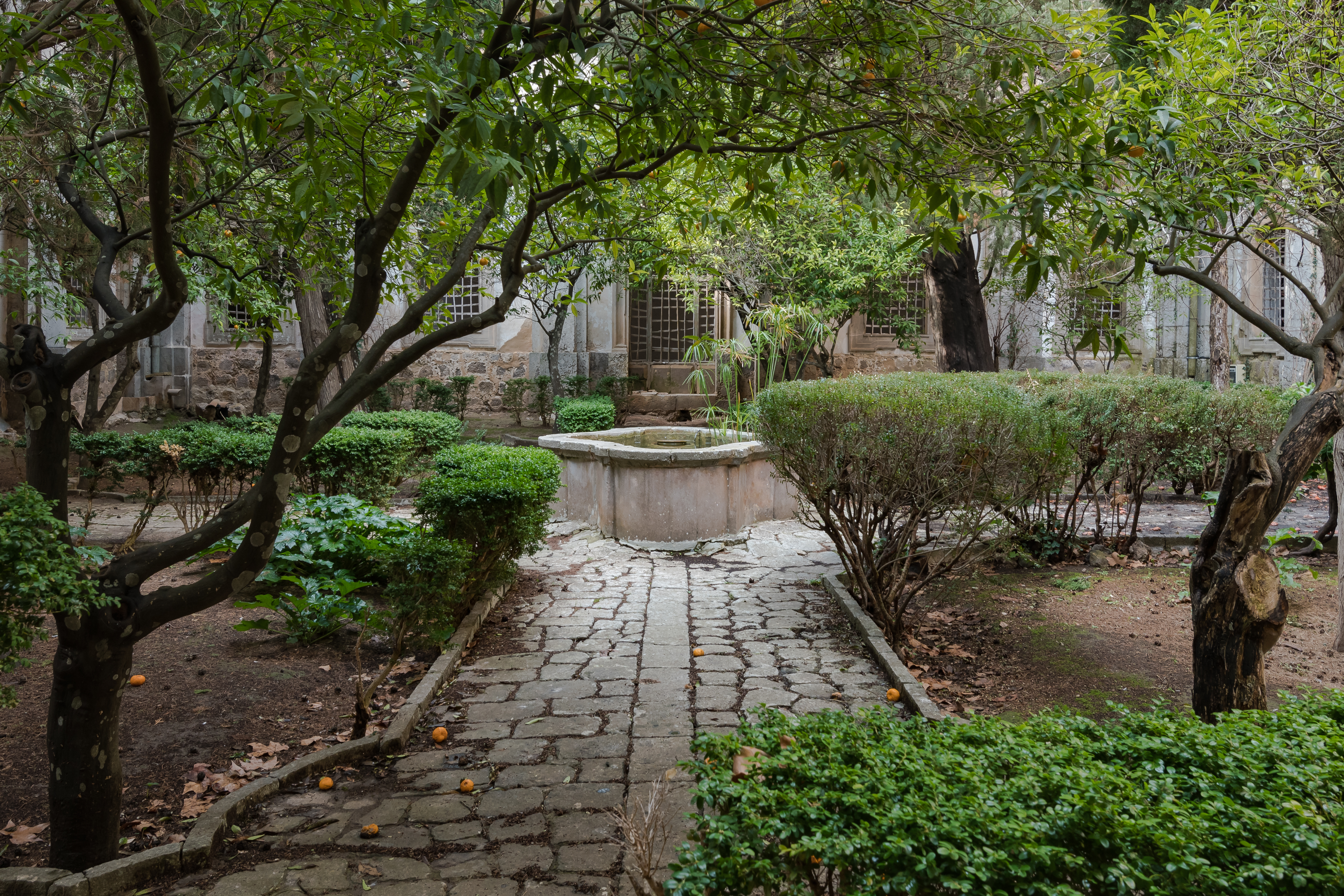
Pati de les murtes de la Cartoixa

El monument més emblemàtic és la Cartoixa de Valldemossa, un antic monestir cartoixà que avui és museu. La Cartoixa comprèn diversos edificis històrics: el Palau del Rei Sanç (residència reial original del segle XIV), el claustre i les cel·les monacals, l'antiga farmàcia monàstica i l'església de la Cartoixa. Aquest conjunt patrimonial, obert al públic, conserva mobiliari, obres d'art i documents tant de l'època dels cartoixans com de la famosa estada de Chopin i George Sand.Entre les peces exposades hi ha objectes personals, partitures originals de Chopin i manuscrits de Sand, així com el piano Pleyel que va fer servir el compositor durant la seva estada. També s’hi exhibeix la premsa d'imprimir Guasp (antiga impremta mallorquina) i una col·lecció de records de l'arxiduc Lluís Salvador, a més de pintures de la Tramuntana fetes per artistes diversos.
Els carrers empedrats de Valldemossa, costeruts i estrets, estan flanquejats per cases de pedra amb portals pintats de colors verds. Moltes façanes llueixen testos amb plantes i rajoles de ceràmica decorades amb motius religiosos, en especial dedicades a santa Catalina Tomàs (és costum al poble col·locar plaques amb escenes de la vida de la santa a les cases, tradició iniciada el 1962).
La plaça és el cor de la vila, un espai porxat on antigament es feia el mercat i altres actes. Al voltant de la plaça i pels carrerons adjacents es poden visitar diversos elements patrimonials d’interès:
- Església parroquial de Sant Bartomeu: dedicada al patró de Valldemossa, construït inicialment al segle xiii i molt reformat al segle xviii. Presenta una façana d'estil barroc (amb un gran rosetó) i un campanar quadrat rematat per una torrella. L'interior alberga capelles amb retaules barrocs i neoclàssics, i obres d'art sacre. Al voltant de l'església hi ha la Rectoria i altres dependències parroquials.
- Casa natal de santa Catalina Tomàs: petita casa tradicional on va néixer Catalina Tomàs el 1531, situada al carrer de la Rectoria. És un senzill museu devocional que conserva elements de la vida quotidiana de la santa i estampes que relaten els miracles atribuïts a Sor Tomasseta. Aquest indret és punt de peregrinació religiosa, ja que Catalina Tomàs és una figura molt venerada a tot Mallorca.[17]
- Miramar: antiga possessió situada a uns 5 km del nucli urbà, accessible per la carretera de Deià. Miramar té un gran valor històric i paisatgístic. Va ser fundada l'any 1276 pel beat Ramon Llull, amb suport del rei Jaume II, com a monestir i escola de llengües orientals destinada a formar missioners franciscans –considerada pionera a Europa. Segles després, el 1872, Miramar fou adquirida per l'arxiduc Lluís Salvador, qui hi va residir temporades i la convertí en un lloc de reunió d'intel·lectuals. Actualment la finca acull un petit museu que mostra records de l'Arxiduc i la seva època. Als jardins de Miramar, oberts a la visita, es pot contemplar la costa escarpada de Tramuntana. Un fet destacat és que a Miramar s'instal·là la primera impremta de Mallorca a finals del segle xv, on Nicolau Calafat va imprimir el primer llibre en català a l'illa.
- Palau del Rei Sanç: edifici integrat avui al recinte de la Cartoixa, però que arquitectònicament conserva trets propis. És l'antic palau d’estil gòtic construït per ordre del rei Sanç I de Mallorca. Encara es pot visitar una sala coberta amb volta gòtica i algun element arquitectònic original del segle xiv, tot i que bona part del palau fou adaptat posteriorment per ús monàstic.[18]
- Ermita de la Santíssima Trinitat: petita ermita i refugi de monjos ermitans situada a la muntanya, a pocs quilòmetres de Valldemossa en direcció a Deià. Va ser fundada el 1648 i des d'aleshores acull contínuament una petita comunitat eremítica. El lloc és de gran serenitat, envoltat de bosc, i ofereix vistes panoràmiques de la costa. S'hi venera la Trinitat i conté una capella senzilla; tot i que no és un monument ostentós, forma part del patrimoni espiritual del municipi.[19]
- Port de Valldemossa (Sa Marina): es tracta més aviat d'un minúscul barri costaner que d'un port comercial. Consta d'un petit moll i algunes cases de pescadors. És valorat pel seu entorn natural verge, on el torrent de Valldemossa desemboca al mar. Al port s'hi arriba per una carretera de fort pendent i revolts pronunciats que baixa 6 km des del poble. Antigament s'hi embarcava part de la producció agrícola local (com olives o fusta) i servia de punt de comunicació marítima, però avui és principalment un lloc d'esbarjo i bany a l'estiu, apreciat pels seus paisatges costaners.

A més d'aquests punts, Valldemossa compta amb altres elements patrimonials i culturals: les antigues tafones, els rentadors públics i fonts, creus de terme com la Creu de na Caty, i museus locals com el Centre Cultural Costa Nord (iniciativa impulsada als anys 2000 per l'actor Michael Douglas per a promoure la cultura de la Serra, avui reconvertit en centre de visitants). També hi ha la Fundació Coll Bardolet, dedicada a l'obra del pintor Josep Coll Bardolet, que organitza exposicions d'art.

## Festes i esdeveniments
Malgrat la seva mida reduïda, Valldemossa celebra diverses festes al llarg de l'any, moltes d'elles amb un fort caràcter tradicional i religiós:
- Festes de la Beata: són les festes majors del poble i tenen lloc cada estiu, coincidint amb la data de la mort de la santa (28 de juliol). Durant aquests dies, Valldemossa s'engalana en honor a Sor Tomasseta. Des de 1962 és costum que les cases llueixin rajoles pintades amb escenes de la vida de la santa, i els carrers es decoren amb flors i murta.[11]
- Festivitat de Sant Bartomeu: el 24 d'agost se celebra el dia del patró de la parròquia, sant Bartomeu apòstol. Els actes són principalment religiosos i culturals, però sense la magnitud de les festes de la Beata.[11]
- Festival Chopin de Valldemossa: es tracta d'un esdeveniment cultural que honra la memòria del compositor polonès. Creat l'any 1930 per la iniciativa del músic Joan Maria Thomàs, és un dels festivals de música clàssica més antics de Mallorca. Cada any durant el mes d'agost, pianistes de prestigi internacional es reuneixen a Valldemossa per oferir recitals a l'interior de la Cartoixa, sovint interpretant obres de Chopin, però també d'altres compositors romàntics.[22]
- Moros i Cristians: inspirada en la història local de l'atac corsari de 1552, Valldemossa va incorporar recentment aquesta festa al seu calendari. Des de l'any 2014, cada mes d'octubre s’hi organitza una representació de la batalla entre moros i cristians, seguint l'exemple d'altres pobles mallorquins com Sóller o Pollença.[14]

## Agermanaments
Del 29 de juliol de 1989 ençà, Valldemossa està agermanada amb Campdevànol, al Ripollès, i del 19 d'agost de 2013, amb Formiguera (Capcir).